# Bortført
Bortført (br: A Garota de Oslo) é uma série de televisão de drama norueguesa-israelense de 2021 criada por Kyrre Holm Johannessen e Ronit Weiss-Berkowitz. É protagonizada por Anneke von der Lippe, Amos Tamam e Andrea Berntzen. Foi ao ar na TV2 da Noruega e pelo canal Hot de Israel. A Netflix também co-produziu a série.

## Enredo
Pia é sequestrada pelo Estado Islâmico junto com dois israelenses. A série retrata a luta dos pais para libertá-los e como as condições humanas se tornam difíceis.

## Elenco
- Anneke von der Lippe	...	 Alex
- Amos Tamam	...	 Arik1
- Raida Adon	...	 Layla
- Andrea Berntzen	...	 Pia
- Shadi Mar'i	...	 Yusuf
- Daniel Litman	...	 Nadav
- Anders T. Andersen	...	 Karl
- Rotem Abuhab	...	 Dana
- Jameel Khoury	...	 Bashir
- Abhin Galeya	...	 Abu Salim
- Hisham Suliman	...	 Ali
- Shaniaz Hama Ali	...	 Selma
- Vered Feldman	...	 Anat
- Boaz Konforty	...	 Grant